# Optima BBC Tessenderlo

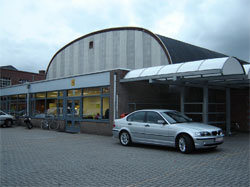
Sporthal THHI

BBC Optima Tessenderlo (kortweg Optima) is een Belgische basketbalclub uit Tessenderlo. De club heeft stamnummer 1086 en heeft blauw-wit als kleuren. De club speelt zijn wedstrijden in de sporthal van het Technisch Heilig-Hartinstituut te Tessenderlo.

Naast een uitgebreide jeugdwerking beschikt BBC Optima Tessenderlo over drie seniorploegen. De Heren A treden aan in tweede landelijke, de Heren B in eerste provinciale, en de Heren C tot slot spelen in derde provinciale.

## Palmares Heren A
| Seizoen     | Reeks            | Coach                              | Punten | Rangschikking |
| ----------- | ---------------- | ---------------------------------- | ------ | ------------- |
| 2024 - 2025 | 2e Landelijke    | Mark De Wit                        |        |               |
| 2023 - 2024 | 1e Provinciale   | Mike Vanstiphout                   | 64     | ↑ 1e/13       |
| 2022 - 2023 | 1e Provinciale   | Mike Vanstiphout                   | 52     | – 3e/11       |
| 2021 - 2022 | 1e Provinciale   | Mike Vanstiphout                   | 38     | – 5e/11       |
| 2020 - 2021 | 1e Provinciale   | Mike Vanstiphout                   |        | (*)           |
| 2019 - 2020 | 1e Provinciale   | Mike Vanstiphout                   | 52     | – 8e/14 (**)  |
| 2018 - 2019 | 1e Provinciale   | Mark De Wit                        | 46     | – 4e/12       |
| 2017 - 2018 | 2e Landelijke B  | Mark De Wit                        | 40     | ↓ 13e/14      |
| 2016 - 2017 | 2e Landelijke B  | Mark De Wit                        | 52     | – 7e/14       |
| 2015 - 2016 | 2e Landelijke B  | Mark De Wit                        | 54     | – 5e/14       |
| 2014 - 2015 | 1e Provinciale   | Mark De Wit                        | 68     | ↑ 2e/14       |
| 2013 - 2014 | 1e Provinciale   | Mark De Wit                        | 52     | – 5e/14       |
| 2012 - 2013 | 1e Provinciale   | Maurice Vandermaesen / Mark De Wit | 54     | – 8e/14       |
| 2011 - 2012 | 2e Provinciale B | Maurice Vandermaesen               | 76     | ↑ 2e/14       |
| 2010 - 2011 | 2e Provinciale B | Ludo Raeyen                        | 62     | – 3e/14       |
| 2009 - 2010 | 1e Provinciale   | Karel Thys                         | 38     | ↓ 13e/14      |
| 2008 - 2009 | 2e Landelijke B  | Mark De Wit                        | 41     | ↓ 13e/14      |
| 2007 - 2008 | 2e Landelijke B  | Karel Thys                         | 46     | – 10e/14      |
| 2006 - 2007 | 2e Landelijke A  | Rik Bongaerts                      | 50     | – 11e/14      |
| 2005 - 2006 | 2e Landelijke A  |                                    | 44     | – 11e/14      |
| 2004 - 2005 | 2e Landelijke A  | Johnny Jans                        | 50     | – 8e/14       |
| 2003 - 2004 | 1e Provinciale   | Swa Vandenbroeck                   | 70     | ↑ 1e/14       |
| 2002 - 2003 | 2e Landelijke A  |                                    | 41     | ↓ 14e/14      |
| 2001 - 2002 | 1e Provinciale   | Jeff Patteet                       |        | ↑ 1e/14       |
| 1980 - 1981 |                  | Marcel Herman                      |        | ↑ 1e          |
| 1970 - 1971 |                  | Arthur Danssaert                   |        | ↑ 1e          |

(*) Het seizoen 2020-2021 werd na 2 wedstrijden geannulleerd omwille van het COVID-19 virus.

(**) Het seizoen 2019-2020 werd vroegtijdig beëindigd omwille van het COVID-19 virus.